# سولفامتیزول
سولفامتیزول(به انگلیسی: Sulfamethizole) یک آنتی‌بیوتیک سولفونامیدی است.